# Văduviță
Văduvița (Leuciscus idus) este un pește semimigrator dulcicol bentopelagic, de 30–50 cm, din familia ciprinidelor, din apele încet curgătoare din Europa (inclusiv România și Republica Moldova) și Siberia. Acesta are corpul alungit, gros sau slab comprimat și capul scurt, masiv. Ochiul mijlociu. Botul scurt cu gura terminală, mică, ușor oblică. Linia laterală ușor curbată. Înotătoarea dorsală, cu baza scurtă este așezată imediat în urma înotătoarelor ventrale. Înotătoarea anală trunchiată sau ușor concavă. Lobul inferior al înotătoarei caudale mai lung decât cel superior. Coloritul corpului cenușiu-verzui, cu o nuanță albăstruie sau aurie pe spate, argintiu albăstrui pe laturi și alb abdominal. Înotătoarea dorsală și caudală cenușii-violete, celelalte înotătoare sunt roșii. Se hrănește cu viermi, icrele și puietul altor pești, moluște, crustacee, diverse larve de insecte, insecte ce cad în apă, alge, detritus organic, raci, mai rar broaște. Depune icrele pe fund tare, argilos, în lunile martie-aprilie. Are greutatea de aproximativ 0,5-1,5 kg. Este destul de gras și are o carne gustoasă, fără multe oase.